# Postindustrielle Gesellschaft
Der Begriff postindustrielle Gesellschaft wurde von dem französischen Soziologen Alain Touraine geprägt und von dem amerikanischen Soziologen Daniel Bell theoretisch weiterentwickelt (hier auch nachindustrielle Gesellschaft). Die postindustrielle Gesellschaft ist die Gesellschaft, die nach der Industriegesellschaft folgt. In ihr werden die Arbeits- und Kapitalressourcen durch Wissen und Information als Hauptquellen der wirtschaftlichen Wertschöpfung ersetzt (siehe auch Wissens- und Informationsgesellschaft). Der technische Fortschritt ermöglicht, dass in der postindustriellen Gesellschaft der Schwerpunkt von der Fertigungsindustrie auf die Dienstleistungsindustrie übergeht (siehe auch Dienstleistungsgesellschaft).

## Hintergrund
Touraine schwankt in seinem 1969 erschienenen Buch, einer überarbeiteten Aufsatzsammlung, noch zwischen den Attributen „postindustrieller“, „technokratischer“ und „programmierter“ Gesellschaft.

„Vor unseren Augen entstehen Gesellschaften eines neuen Typs. Man wird sie postindustrielle Gesellschaften nennen, wenn man die Entfernung kennzeichnen möchte, die sie von den Industriegesellschaften trennen, die ihnen vorausgegangen sind […]. Man wird sie technokratische Gesellschaften nennen, wenn man ihnen den Namen der Macht geben möchte, der sie beherrscht. Man wird sie programmierte Gesellschaften nennen, wenn man versucht, sie zunächst durch die Natur ihrer Produktionsweise und ihrer Wirtschaftsorganisation zu definieren.“

Bell betont in seinem 1973 erschienenen Grundlagenwerk The Coming of Post Industrial Society: A Venture in Social Forecasting (deutscher Titel: Die nachindustrielle Gesellschaft) vor allem die Bedeutung des Wandels der Sozialstruktur der Gesellschaft. Um eine Vielzahl verschiedener Komponenten des sozialen Wandels zu beachten, analysiert er sogenannte axiale Strukturen, um so die Frage nach dem zentralen Prinzip, „nach der zentralen Achse, um die sich die Gesellschaft dreht“ zu klären. 

„Das Konzept der ‚nachindustriellen Gesellschaft‘ betont die zentrale Stellung des theoretischen Wissens als Achse, um die sich die neuen Technologien, das Wirtschaftswachstum und die Schichtung der Gesellschaft organisieren.“

## Merkmale
Für Touraine ist auch die postindustrielle Gesellschaft durch wirtschaftliches Wachstum motiviert. Im Unterschied zur kapitalistischen Industriegesellschaft seien soziale Konflikte aber nicht mehr innerhalb eines grundlegenden ökonomischen Mechanismus definiert. Vielmehr sei die Gesamtheit der gesellschaftlichen und kulturellen Tätigkeiten mehr oder weniger unmittelbar in soziale Konflikte verwickelt. Die Konfliktlinien verlaufen für Touraine nun weniger zwischen Kapital und Arbeit als zwischen wirtschaftlich-politischen „Apparaten“ und Abhängigkeit. Der wirtschaftliche Fortschritt sei nicht mehr durch vage Akkumulation von Kapital und Organisierung von Lohnarbeit gekennzeichnet, sondern auch zunehmend durch wissenschaftlich-technische Forschung, Berufsausbildung und -umschulung sowie durch die „Mobilität der Informationen und Produktionsfaktoren“. Die großen sozialen Konflikte weisen demnach über das Unternehmen und den Produktionsbereich hinaus.
Für Bell kennzeichnen vor allem zwei Merkmale die nachindustrielle Gesellschaft: „[…] die zentrale Stellung des theoretischen Wissens und das zunehmende Übergewicht der Dienstleistungswirtschaft über die produzierende Wirtschaft“ (Daniel Bell). Die zentrale Stellung des theoretischen Wissens ist für Bell dann existent, wenn eine zunehmende Abhängigkeit der Wissenschaft als Mittel der Neuerung und als Organisationsprinzip des technologischen Wandels vorhanden ist. Die Dienstleistungen der nachindustriellen Gesellschaft charakterisiert er zudem als in erster Linie menschliche und akademische Dienstleistungen. Während in der kapitalistischen Gesellschaft die axiale Einrichtung das Privateigentum gewesen sei, so Bell, wird dies in der nachindustriellen Gesellschaft das theoretische Wissen sein.

## Informationsgesellschaft
Bell nutzt für die postindustrielle Gesellschaft ebenfalls den Begriff der Informationsgesellschaft. „War die Industriegesellschaft eine güterproduzierende, so ist die nachindustrielle Gesellschaft eine Informationsgesellschaft“, in der die Produktion abhängiger von Informationen als von Rohstoffen ist. 
Bell bezeichnet die postindustrielle Gesellschaft jedoch nicht nur als Informations-, sondern auch als Wissensgesellschaft, da nach seiner Ansicht einerseits Neuerungen immer häufiger von Forschung und Entwicklung getragen werden und die Gesellschaft andererseits immer mehr Gewicht auf das Gebiet des Wissens legt. Als Beleg führt er u. a. den steigenden Anteil der in diesem Gebiet Beschäftigten an. Wegen der zentralen Bedeutung, die in seinem Konzept der Begriff Wissen hat, wird er oft als Vertreter der Wissensgesellschaft eingeordnet. 
Bell definiert den Begriff Wissen aus einer wissenschaftszentrierten Perspektive: „Wissen heißt für mich: neue Urteile (aus Forschung und Wissenschaft) oder neue Darstellung älterer Ansichten (in Lehrbüchern oder im Unterricht)“. Bells Gesellschaft ist demnach vor allem eine akademisierte und verwissenschaftlichte Gesellschaft, Wissen wird als Wissenschaftswissen betrachtet.

## Einteilung in Klassen
Nach Bell etablieren sich in der postindustriellen Gesellschaft folgende drei Klassen:
1. Technisch-akademische Klasse mit einem Hauptanteil an Wissenschaftlern
2. Klasse der Ingenieure und Professoren
3. Klasse des „akademischen Mittelbaus“, der Techniker, Assistenten usw.

Aufstieg in höhere Klassen ist durch akademische Bildung möglich.

## Weiterentwicklung
Die Entwicklung von der industriellen zur postindustriellen Gesellschaft ist mehrfach aufgegriffen worden, wobei die neue Gesellschaftsform unterschiedlich benannt und betrachtet wurde. Der Futurologe Alvin Toffler begreift sie als Voraussetzung für das, was er 1970 in seinem gleichnamigen Werk mit Future Shock beschreibt: das Krankmachende jener strukturellen gesellschaftlichen Veränderungen, die den Menschen mit Reizen überfluten, mit Informationen überschütten, mit Entscheidungsstress überfordern und mit dem konsumorientierten Verhalten einer Wegwerfgesellschaft überlaufen. Eine Dekade später findet Toffler dann den Begriff „Dritte Welle“ (1980) für diese Phase, die nach der landwirtschaftlichen und industriellen Welle folge.